# 乌古论元忠
乌古论元忠（？—1201年），本名讹里也，乌古论氏。金朝大臣，金太祖的外孙，金世宗时尚书右丞相。

## 生平
其先辈是金上京独拔古人，娶完颜雍长女为妻。正隆六年（1161年），从完颜亮南伐攻宋朝。完颜雍即位辽阳为金世宗，奉太保完颜昂命往见，遂授定远大将军，擢符宝郎。
大定二年（1162年），其妻子封鲁国大长公主，加驸马都尉，接近侍局使，迁殿前左卫将军，进殿前右副都点检。出使南宋，改任殿前左副都点检。因家奴结揽民税罪，免官。大定十一年（1171年），复旧职，大定十二年（1172年），升都点检。知大兴府（今北京西南）事。执法不徇私情。授吏部尚书。并由金世宗作主令其子乌古论谊婚娶皇太子完颜允恭之女为妻，后来此女被封为邺国长公主。乌古论元忠与皇室更是亲上加亲。大定十八年（1178年），擢御史大夫，授世袭谋克。拜平章政事，封任国公，进尚书右丞相。赞成设立策论进士科。多次进谏世宗停止营建，体恤民情。大定二十五年（1185年），世宗认为他专权自用，出为北京（今内蒙古宁城西北）留守。后来左丞张汝弼奏事阿谀奉承，世宗想起来乌古论元忠刚直敢言，改乌古论元忠知真定府事，移知河间。
金章宗明昌二年（1191年），乌古论元忠知广宁府。为顺义军节度使。请求致仕，金章宗不许，特加开府仪同三司、北京留守。改为知济南府，班次在平章政事之上。承安二年（1197年），移守南京，改知彰德府。泰和元年（1201年）去世。

## 家族

### 父
乌古论讹论，太祖阿骨打婿

### 母
毕国公主，太祖阿骨打女

### 子
烏古論誼，尚顯宗女薛國公主

## 延伸阅读
[在维基数据编辑]
 《金史·卷120》，出自脱脱《遼史》